# Olav den Hellige
Olav II (Haraldsson) den Hellige (Oláfr hinn helgi) (995 – 29. juli 1030 i Slaget ved Stiklestad) var Norges konge fra 1015 til 1028. Han blev i sin levetid kaldt Olav den Digre. Olav blev kåret som helgen 1031 og anerkendt af Den romersk-katolske kirke og Den ortodokse kirke. Hans dødsdag den 29. juli fejres stadig som folkefester i Norge og på Færøerne. Hans attribut er en daneøkse, som han blev slået ihjel med.

## Begyndelsen
Det antages, at han blev født i Ringerike som søn af Åsta Gudbrandsdatter og Harald Grenske. Det er blevet hævdet i en senere eftertid, at han nedstammede fra Harald Hårfager, men slægtskabet støttes ikke af samtidige kilder. Når Olavs skjalde omtalte ham som Haralds arvtager, mente de ikke Hårfager, mens hans far Harald Grenske.
Harald Grenske døde, mens Åsta var gravid med Olav. Hun giftede sig senere med storbonden Sigurd Syr, som var en fredelig, klog og lovkyndig mand.
I 12-årsalderen drog Olav ud på sit første vikingetogt til den østlige del af Østersøen. Senere tog han på togter til landene omkring Østersøen. Under et af togterne mødte han i Danmark jomsvikingen Torkil den Høje, som han allierede sig med. Derefter hærgede de sammen i England, hvor de bl.a. forgæves angreb London. I 1011 indtog de Canterbury efter en belejring.
Olav påberåbte sig et kald om at samle Norge til et rige. På vej hjem efter et togt til det sydlige Spanien overvintrede han hos hertug Richard 2. af Normandiet i det nordøstlige Frankrig. Denne region havde normannere - norske og danske vikinger - erobret i 881, og de fik lov til at beholde området ved at forpligte sig til ikke at angribe resten af landet. De skulle også forsvare landet mod fremmede magter.
På vej hjem mod Norge tog Olav til England, hvor han i 1014 hjalp anglo-sakserkongen Æthelred 2. med at erobre London fra danerne. Ved den lejlighed blev London-broen revet ned. Olav blev så rigt belønnet af Æthelred for hjælpen, at han i stedet for sit langskib købte et handelsskib. I 1015 kom han tilbage til Norge sammen med fire engelske biskopper.

## Tilbagekomsten
Olav kom tilbage til et religiøst splittet Norge. Efter Olav Tryggvasons død ved Slaget ved Svold blev Norge delt mellem sejrherrerne: danskekongen, svenskekongen og ladejarlerne. I Norge tjente man først og fremmest familien, som blev styret af familiens mandlige overhoved. Blodhævn var almindelig. Det var svært at forene riget, og der var ingen grobund for indførelse af kristendommen. Imidlertid var ættesamfunnet i tilbagegang. Landet havde udviklet sig til at være et land med bygder og småriger, med høvdinge og småkonger. Herredsting og lagting var også etableret. Alligevel skulle det blive svært at kristne og forene landet, der blev regeret af jarler og høvdinger som Erling Skjalgsson, Kalv Arneson, Hårek på Tjøtta og Tore Hund, som først og fremmest tænkte på ættens fremgang.
Noget af det første Olav gjorde, var at tage Erik Jarls (963 – 1024) søn, Håkon, til fange og forvise ham til England, hvor Eirik jarl boede.
Derefter begyndte han at udvide sin magt ved først at blive småkonge i sin hjemstavn Opplandene (distrikterne nord for Oslo Fjord). Kristningen ventede han med. Efter slaget mod Svend Jarl i Langesundfjorden blev han konge over Viken og Agder. Derefter tog han til Trøndelag, hvor han blev kronet til konge; (senere blev han også kronet i Inntrøndelag. På rejsen mod syd blev han også kronet i det ene ting efter det andet. Dermed var han snart konge over det sydlige Norge.
Han sluttede fred med svenskekongen, og som en del af aftalen giftede han sig med hans datter. Men inden brylluppet havde svenskekongen giftet hende bort til fyrst Jaroslav i Novgorod. For at bøde på det, rejste den svenske konges anden datter til Norge og giftede sig med Olav. Efter brylluppet rejste Olav til Hålogaland (Nordnorge) og blev også kronet der og var dermed i princippet konge over hele Norge.
Landet styrede Olav fra Borg, (Sarpsborg), den by han selv grundlagde i 1016. Byen Borg blev Norges hovedstad, og kongen lod bygge vold rundt om hele byen. Dele af volden findes i dag.

## Kristningen af Norge
Kristendommen var på denne tid begyndt at få fodfæste i Norge. Mange var kun kristne af navn, men fulgte ikke den kristne tro så nøje. Der var besluttet på lagtingene rundt om i Norge, at kristendommen skulle indføres. Nogle steder var det problematisk at kristne folket. Snorre Sturlason beretter om folk, som blev dræbt eller lemlæstet, når de nægtede at skifte til den nye tro. Olav tog fire biskopper med fra England. Den vigtigste af dem var biskop Grimkjell. Han var Olavs nærmeste i kirkesager.

## Olavs død
Olav blev dræbt i slaget på Stiklestad.

## Eftermæle
I Klemenskirken blev Olavs kiste sat på alteret i 1031 - et år efter sin død. Den kirke var målet for de første pilgrimsrejser til Trondheim. I 2016 fandt arkæologerne fundamenter fra en kirke i en baggård mellem Søndre gate og Krambugata, ved Peter Egges plads. Her lå en kirke rejst omkring 1015, og man mener, det er Klemenskirken, hvor Hellig-Olav lå på alteret i 25 år.
Nidarosdomen blev senere bygget som hans gravkirke. Hellig-Olavs kultus var så stærk, at den overlevede reformationen. Den mest specielle afbildning af ham er nok på en søjle i Fødselskirken i Betlehem; maleriet dateres tilbage til omkring 1160.
I februar 1564 gik Erik 14. af Sverige til angreb på Trøndelag. Hans hærfører, Claude Collard, indledte et skrækvælde med galger på Trondheims torv og områderne rundt. Mange ledende mænd blev hængt, formuerne beslaglagt, og borgere og bønder tvunget til svensk krigstjeneste. Efter sit nederlag 22. maj 1564 stjal Claude Collart som krigsbytte kisten med den døde Hellig-Olav, og det, Collart antog, var Olav den Helliges hjelm og sporer; men de svenske soldater orkede ikke at slæbe den døde Olav helt til Sverige, og lod kisten stå i Stjørdal. Derfra blev kisten i juli samme år ført tilbage til Trondheim i triumf. Hjelmen og sporerne hang imidlertid på fornemste plads i Storkyrkan i Stockholm i mere end 300 år som svenskernes mest skattede trofæ. I 1800-tallet blev det fastslået, at ejendelene tværtimod havde tilhørt Olav Engelbrektsson; men først i maj 1997 blev de hentet tilbage til Ærkebispegården i Trondheim.